# 노발리스
노발리스(독일어: Novalis, 1772년 5월 2일 ~ 1801년 3월 25일)는 독일의 시인이자 철학자이다. "노발리스"는 필명으로, 그의 본명은 게오르크 프리드리히 폰 하르덴베르크 남작(독일어: Georg Friedrich Freiherr von Hardenberg)이다. 그의 작품들은 초기 낭만주의의 대표적 작품으로 평가된다.

## 생애

### 출신
노발리스는 북부 독일의 유서 깊은 귀족 집안 출신이다. 작센 주에 있는 영지 오버비더슈테트의 성에서 태어나 유년기를 보냈다.
아버지 하인리히 울리히 에라스무스 폰 하르덴베르크(1738-1814)는 엄격한 경건주의 신앙의 소유자로, 첫 부인이 요절하자 이를 방탕한 세속적 삶에 대한 벌이라고 생각하여 복음주의 운동인 모라비아 형제회와 친분을 맺었다. 이후 아우구스테 베른하르디네 뵐칙 (1749-1818)와 재혼하여 11명의 자녀를 두었다. 노발리스는 두번째 자녀이자 장남이었다. 노발리스의 형제들은 대체로 병약하여, 한 명을 제외하고는 모두 모친보다 일찍 세상을 떠났다.

### 교육
당대의 다른 귀족 자제와 마찬가지로 노발리스는 어린시절 가정교사를 통한 교육을 받았다. 1790년에는 아이스레벤의 김나지움 졸업반에 다니며 수사학과 고대 문학에 대한 지식을 쌓았다. 대학에 들어가기 전부터 수많은 습작시를 짓고 희랍어 작품을 독일어로 번역하는 등 문학적 재능을 드러냈다.
1790년에는 예나를 시작으로, 라이프치히와 비텐베르크에서 대학 공부를 했다. 아버지의 의지에 따라 법학을 전공했으나, 특히 예나에서는 프리드리히 실러의 역사학 강의를 듣고 개인적 친분을 맺는 등 문학에 더 큰 관심을 보인다. 실러가 병상에 누워있을 때 곁에서 직접 간호했던 지인 중 한명이기도 하다. 또한 대학 시절에 괴테, 헤르더, 장 폴 등의 인물들을 만났으며, 같은 나이대의 루드비히 틱, 프리드리히 셸링, 슐레겔 형제 (프리드리히 슐레겔, 아우구스트 빌헬름 슐레겔)와 친분을 맺는다. 1794년, 노발리스는 최고점수를 받으며 법학대를 졸업한다.

### 직업
1794년 10월에 노발리스는 당초 계획대로 공직자가 되지 않고, 영지 관리인 쵤레스틴 아우구스트 유스트의 서기로 취직했다. 그와의 관계에서 큰 감명을 받은 유스트는 나중에 노발리스 평전을 쓰기도 했다. 이 시절 노발리스는 근교의 그뤼닝엔 성에서 소피 폰 퀸을 만나고 첫눈에 사랑에 빠진다. 그리고 얼마후인 1795년 3월 15일, 13세 생일을 맞은 소피와 약혼했는데, 당시 귀족의 풍습상 이 나이에 약혼을 하는 것은 예외적인 일이 아니었다. 1796년에 노발리스는 바이센펠스의 제염소 관리자로 일하게 된다.
1795년에서 1796년에 이르는 기간에 노발리스는 피히테의 철학을 깊게 파고 들면서 자신의 철학적 세계관을 확장시킨다.
1797년에 약혼녀 소피가 결핵성 간염으로 투병 끝에 사망하였고, 그녀의 죽음은 노발리스의 예술과 철학에 깊은 흔적을 남겼다.
같은 해에 노발리스는 제염소 업무를 더욱 완벽하게 수행하려는 목적으로 프라이베르크 광업대학교에서 공부한다. 이는 당대 최고수준의 자연과학 교육을 받을 수 있는 기관이었다. 광업학, 수학, 화학 등의 과목을 포함하는 이 대학의 폭넓은 교육과정은 정규 3년 과정이었으나, 노발리스는 이를 1년 반만에 수료했다.
1798년에 첫번째 철학 파편집 <꽃가루>가 슐레겔 형제가 간행하는 문학지 <아테네움>에 발표되었다. 이때 처음으로 노발리스라는 필명을 사용한다. 아우구스트 빌헬름 슐레겔에게 보내는 편지에 따르면, 이 필명은 그의 가문에 아주 오래전 붙어있던 이름의 하나로, De novali는 "새 땅을 개간하는 자"라는 의미다.
1798년에 노발리스는 프라이베르크 대학교수의 딸인 쥘리 폰 샤르팽티에 (1778-1811)와 두번째 약혼을 한다.
1799년에는 다시 제염소로 돌아와서 업무를 시작했으며, 12월에는 제염소 관리위원으로 승격된다. 이 지역에 매장된 갈탄을 발견하고 채굴하여, 근방의 제염소들에 공급하는 공적을 세웠다. 1799년에는 루트비히 틱과 친분을 맺고, 예나를 근거지로 하던 당시의 낭만주의자들을 만났다.
1800년에는 29세의 나이로 튀링겐 지역 최고관리로 임명되었는데, 이는 오늘날의 도의원에 해당하는 직책이다. 노발리스는 1800년에 근방 지역에 대한 최초의 지질학적 조사에 참여하기도 했다.

### 죽음
1801년 3월 25일에 노발리스는 폐결핵으로 인한 내출혈로 세상을 떠났다. 그는 이미 1800년 여름에 직업을 수행할 수 없을 정도로 병세가 악화되어 있었는데, 아마도 실러를 간호하던 당시에 감염되었을 확률이 높다.
그의 시신은 바이센펠스의 공동묘지에 매장되었다.
노발리스는 생전에 파편집 <꽃가루>를 제외하면 <신앙과 사랑 또는 왕과 왕비>(1798), 그리고 시 <밤의 찬가>(1800)만을 발표할 수 있었다. 소설 유작 <하인리히 폰 오프터딩엔("푸른꽃")>과 <사이스의 제자들>, 논설문 <그리스도교 또는 유럽> 등은 친구들 루트비히 틱과 프리드리히 슐레겔이 사후에 출판하였다.

### 사상
노발리스는 철학과 문학의 융합을 추구하며, 단편(Fragment) 형식을 활용해 사유의 개방성과 비완결성을 강조하였다.  
또한 그는 자연과 인간 정신의 신비로운 합일을 탐구하는 ‘마법적 관념론(magischer Idealismus)’을 주장하며, 기독교적 세계관과 과학, 예술을 통합하려 하였다.

### 영향
노발리스의 철학적 단편과 시는 후대 사상가들에게 지속적인 영향을 끼쳤으며, 루카치(György Lukács)는 『소설의 이론』에서 그가 남긴 “철학은 향수이다”라는 표현을 근대 소설의 형이상학적 핵심으로 해석하였다.

### 주요 작품
『밤의 찬가(Hymnen an die Nacht)』는 약혼녀 조피의 죽음을 계기로 쓰인 시집으로, 죽음과 부활, 영원에 대한 신비주의적 세계관을 시적으로 형상화한 작품이다.

## 작품
노발리스는 독일의 초기 낭만주의의 가장 중요한 작가 중 한 명이다. 또한 그의 삶과 이른 죽음은 낭만주의를 대표하는 의미를 가지게 되었다. 병약하고, 사랑의 숭배하고, 죽음을 찬양하는 섬세한 청년의 이미지는 여러 평전들을 통해 전설화되었으며, 초기 낭만주의의 상징으로 굳어졌다. 노발리스는 자연과학, 법학, 철학, 정치, 경제 등 문학 외의 분야에도 폭넓은 이해를 가지고 있었으며 이를 작품 활동과 접목시켰다. 서정시와 소설 외에도, 역사, 정치, 철학, 종교, 미학, 자연과학에 대한 방대한 양의 저작을 남겼다.
노발리스는 프리드리히 슐레겔과 함께 "낭만주의 파편"이라는 문학 장르를 탄생시켰다고 평가받는다.
그의 문학적 작업은 "세계의 낭만화"와 더불어 학문과 문학을 융합하려는 사상으로 함축될 수 있다. 이에 따르면 문학은 제반 학문과 내밀한 관계를 맺으며 "발전적 보편문학Progressive Universalpoesie"의 통일된 형태로 나아가야 한다.
"낭만주의 파편"은 이처럼 불완전성을 통해서 부재하는 전체를 가리키려는 문학적 시도이다.

### 시
1800년 8월 <아테네움>의 마지막 호에 <밤의 찬가>가 수록되었다. 이는 초기 낭만주의에서 가장 중요한 시적 성과로 평가받는다.
<밤의 찬가>는 약혼녀 소피의 죽음과 관련된 내적체험의 문학적 결과물이다. 이는 죽음에 대한 낭만주의적 해석인 동시에, 고대 그리스에서 현대에 이르는 정신의 역사를 재조명하는 역사철학적 작업이기도 하다. <밤의 찬가>를 집필할 당시에 노발리스는 셰익스피어의 <로미오와 줄리아>, 실러의 <그리스의 신들>, 에드워드 영의 <밤의 상념>을 읽고 영향을 받았다.
<밤의 찬가>는 6편의 찬가로 이루어져 있다. 첫 4편의 찬가는 소피의 죽음에 대한 내면의 체험과, 신비적 인식의 공간인 밤에 대한 찬양으로 이루어져 있다. 5번째와 고대의 황금기와 인류의 타락, 그리스도에 의한 구원, 그리고 다가올 새로운 황금기에 대한 예감을 그리고 있으며, 6번째 찬가는 "죽음을 향한 그리움"을 노래한다.
약혼녀 소피와의 체험이 그 근저에 깔려 있어 <밤의 찬가>는 마술적인 관념의 세계를 계시하는 어구들은 깊고 암울한 환상과 신비한 죽음에의 동경으로 차 있다. 예술적인 면과 종교적인 면이 융합된, 보다 높은 세계를 지향하는 노발리스의 시는 낭만주의의 전형이라고 할 수 있다.

### 산문
소설 유작 <하인리히 폰 오프터딩엔>("푸른 꽃")과 <사이스의 제자들>에는 문학의 도움으로 세계의 조화를 회복한다는 사상이 투영되어 있다. 낭만주의 운동 전체의 상징이나 마찬가지인 "푸른 꽃"은 <하인리히 폰 오프터딩엔>에 등장하는 것이다. 최초에 노발리스는 이 소설을 괴테의 <빌헬름 마이스터>에 대항하는 작품으로 구상했다.

## 작품목록

### 시
- <밤의 찬가> (1800년 발표)
- <종교적 노래들> (1802년 발표)

### 소설 (유작)
- <하인리히 폰 오프터딩엔>, 1802년 발표
- <사이스의 제자들>, 1802년 발표

### 파편집
- <꽃가루>, 1798년 <아테네움>에 발표
- <신앙과 사랑 또는 왕과 왕비>, 1798년 발표

## 참고 자료
- 이 문서에는 다음커뮤니케이션(현 카카오)에서 GFDL 또는 CC-SA 라이선스로 배포한 글로벌 세계대백과사전의 내용을 기초로 작성된 글이 포함되어 있습니다.

1. ↑  김진영, 「노발리스의 단편과 낭만주의 사유의 윤곽」, 《독일문학》 제105집, 한국독어독문학회, 2014.
2. ↑  이상길, 「노발리스의 마법적 관념론 연구」, 《철학과 현상학 연구》 제62집, 한국현상학회, 2015.
3. ↑  루카치, 『소설의 이론』, 백승욱 옮김, 그린비, 2009, p.64.
4. ↑  Schulte-Sasse, Jochen, ed. *Theory as Practice: A Critical Anthology of Early German Romantic Writings*, University of Minnesota Press, 1997, pp.202–204.